# Resolutie 1228 Veiligheidsraad Verenigde Naties
Resolutie 1228 van de Veiligheidsraad van de Verenigde Naties werd unaniem door de VN-Veiligheidsraad aangenomen op 11 februari 1999.

## Achtergrond
Begin jaren 1970 ontstond een conflict tussen Spanje, Marokko, Mauritanië en de Westelijke Sahara zelf over de Westelijke Sahara, een gebied dat tot dan in Spaanse handen was. Marokko legitimeerde zijn aanspraak op basis van historische banden met het gebied. Nadat Spanje het gebied opgaf bezette Marokko er twee derde van. Het land is nog steeds in conflict met Polisario dat met steun van Algerije de onafhankelijkheid blijft nastreven. Begin jaren 1990 kwam een plan op tafel om de bevolking van de Westelijke Sahara via een volksraadpleging zelf te laten beslissen over de toekomst van het land. Het was de taak van de VN-missie MINURSO om dat referendum op poten te zetten. Het plan strandde later echter door aanhoudende onenigheid tussen de beide partijen waardoor ook de missie nog steeds ter plaatse is.

## Inhoud
De Veiligheidsraad:
- Bevestigt alle voorgaande resoluties over de Westelijke Sahara en vooral de resoluties 1204 en 1215.
- Verwelkomt het rapport van de secretaris-generaal met diens waarnemingen en aanbevelingen.

1. Besluit het mandaat van MINURSO te verlengen tot 31 maart zodat consultaties kunnen plaatsvinden om tot een akkoord te komen over protocols voor de identificatie (van kiezers) en terugkeer (van vluchtelingen).
2. Vraagt de partijen actie te ondernemen om de hoge commissaris voor de Vluchtelingen toe te laten de terugkeer van stemgerechtigde vluchtelingen en hun families voor te bereiden.
3. Vraagt de secretaris-generaal tegen 22 maart te rapporteren over de uitvoering van deze resolutie.
4. Steunt de intentie van de secretaris-generaal om zijn speciale gezant te vragen de uitvoerbaarheid van MINURSO's mandaat te beoordelen.
5. Besluit om op de hoogte te blijven.

## Verwante resoluties
- Resolutie 1215 Veiligheidsraad Verenigde Naties (1998)
- Resolutie 1224 Veiligheidsraad Verenigde Naties
- Resolutie 1232 Veiligheidsraad Verenigde Naties
- Resolutie 1235 Veiligheidsraad Verenigde Naties

Lijst ·  1220 ·  1221 ·  1222 ·  1223 ·  1224 ·  1225 ·  1226 ·  1227 ·  1228 ·  1229 ·  1230 ·  1231 ·  1232 ·  1233 ·  1234 ·  1235 ·  1236 ·  1237 ·  1238 ·  1239 ·  1240 ·  1241 ·  1242 ·  1243 ·  1244 ·  1245 ·  1246 ·  1247 ·  1248 ·  1249 ·  1250 ·  1251 ·  1252 ·  1253 ·  1254 ·  1255 ·  1256 ·  1257 ·  1258 ·  1259 ·  1260 ·  1261 ·  1262 ·  1263 ·  1264 ·  1265 ·  1266 ·  1267 ·  1268 ·  1269 ·  1270 ·  1271 ·  1272 ·  1273 ·  1274 ·  1275 ·  1276 ·  1277 ·  1278 ·  1279 ·  1280 ·  1281 ·  1282 ·  1283 ·  1284